# Rodney S. Quinn
Rodney Sharon Quinn (* 27. Mai 1923 in Portland, Maine; † 27. Oktober 2012 in Scarborough, Maine) war ein US-amerikanischer Soldat und Politiker, der von 1979 bis 1988 Secretary of State von Maine war.

## Leben
Rodney Sharon Quinn wurde 1923 in Portland als Sohn von John Francis Quinn und Edith Marcena
Sharon geboren. Er besuchte die Schule in Gorham. Seine Mutter Edith Quinn betrieb eine Pension für Jungen, die die „Gorham Normal School“ besuchten. Nach dem Highschool-Abschluss trat er in das Army Air Corps ein. Mit den „Flying Tigers“ war er während des Zweiten Weltkrieges in China stationiert. Als Kommandant einer Lufttransportstaffel diente er während des Koreakrieges. Anschließend war er in Fernost, Alaska und neben verschiedenen anderen Stellen in den USA auch im Pentagon stationiert. In dieser Zeit erwarb er an der Sacramento State den Bachelor und an der Stanford University den Master.
Seinen aktiven Dienst bei der Air Force beendete er im Jahr 1968. Anschließend war er sechs Jahre lang Stadtrat von Gorham. Er setzte sich für Gebäude für seniorengerechtes Wohnen ein und für ein neues Stadtzentrum mit einer modernen Feuerwache. Im Jahr 1974 wurde er ins Repräsentantenhaus von Maine gewählt. Als Mitglied der Demokratischen Partei kandidierte er zum Secretary of State und übte dieses Amt von 1979 bis 1988 aus. Sein Programm gegen Trunkenheit am Steuer wurde später auf nationale Ebene übertragen.
Rodney S. Quinn war Autor einer wöchentlichen Kolumne politischer Satire für eine Lokalzeitung und Autor mehrerer Bücher. Zudem arbeitete er als Lehrer und Dozent an der University of Maryland, am College of William & Mary, dem Joint Forces Staff College, der University of Maine und der Cheverus High School.
Rodney S. Quinn heiratete 1947 Melba Inez Robbins. Sie waren 65 Jahre verheiratet, zwei Wochen vor seinem Tod am 27. Oktober 2012 starb seine Frau Melba. Das Paar hatte vier Kinder.

## Werke
- Gorham During the Great Depression, Epic Press, 2002, ISBN 978-1553064916
- Barbarosa: The Sword of Islam, Trafford Publishing, 2005, ISBN 978-1412201094
- My World War II , Rodney Quinn, 2007, ISBN 978-1435705807